# Salvador Novo
Salvador Novo López (Ciudad de México; 30 de julio de 1904-Ciudad de México; 13 de enero de 1974), conocido como Salvador Novo, fue un poeta, ensayista, dramaturgo e historiador mexicano, miembro del grupo «Los Contemporáneos» y de la Academia Mexicana de la Lengua. Su característica principal, como autor, fue su prosa hábil, rápida, así como su picardía al escribir. Carlos Monsiváis dijo de él que era «el homosexual belicosamente reconocido y asumido en épocas de afirmación despiadada del machismo».

## Biografía

### Primeros años
Hijo de Andrés Novo Blanco y de su esposa, Amelia López Espino, en 1910 se trasladó con su familia de la Ciudad de México a Torreón, Coahuila, donde cursó la educación básica y vivió hasta los 12 años, cuando regresó a la capital; ingresó en la Universidad Nacional de México para estudiar la carrera de abogado; sin embargo, no concluyó sus estudios. En esta época se desarrolló la Revolución Mexicana, y según algunas personas que lo conocieron, de niño le daban miedo los hombres de Pancho Villa.
En el tercer año de preparatoria conoció a Xavier Villaurrutia, amigo íntimo con quien fundó "Ulises" y fue inspiración para varios poemas. Ahí también conoció a Jaime Torres Bodet, Director de la institución y los tres entablaban charlas sobre poesía. Posteriormente en la Facultad de Filosofía y Letras de la misma universidad, hizo sus estudios de Maestro en Lenguas y lengua italiana. Concluidos estos, consiguió obtener una plaza de ayudante y, más tarde, de profesor en el Departamento de Idiomas Extranjeros de la Universidad Central, por su dominio del francés y el inglés, lengua en la que llegó a escribir algunas de sus obras." 
Fundador, junto con Xavier Villaurrutia, del teatro experimental Ulises (1927), y de la revista Contemporáneos (1928), fue activo participante en la renovación de la literatura mexicana, "pues formó parte del grupo Contemporáneos, fundado en 1928 y donde militaban figuras de la talla de Jaime Torres Bodet, Bernardo Ortiz de Montellano, Enrique González Rojo, José Gorostiza, Carlos Pellicer, Gilberto Owen, Jorge Cuesta y Xavier Villaurrutia.
"Tayde Acosta, investigadora de la UNAM, precisó que en 1927 'este grupo se denominó grupo de Ulises y con la colaboración de Antonieta Rivas Mercado, publicaron la revista Ulises y un año después formaron el Teatro de Ulises, que fue el primer teatro moderno de México.'
"Se trataba del teatro más vanguardista del momento a nivel internacional, señaló el investigador y crítico literario Sergio Téllez-Pon. Los Contemporáneos 'fueron los principales impulsores de que ese teatro llegara a México, esto en respuesta al teatro que se venía montando en México, que era un teatro del porfirismo, dramático, español, decadente o de zarzuela, con espectáculos bastante banales.'
"Para traer a los dramaturgos más importantes del momento y montar sus obras en nuestro país, el grupo tenía además que traducir las obras, por lo que el Teatro de Ulises, se convirtió en 'un suceso y un escándalo en su época,' indicó Sergio Téllez-Pon." 

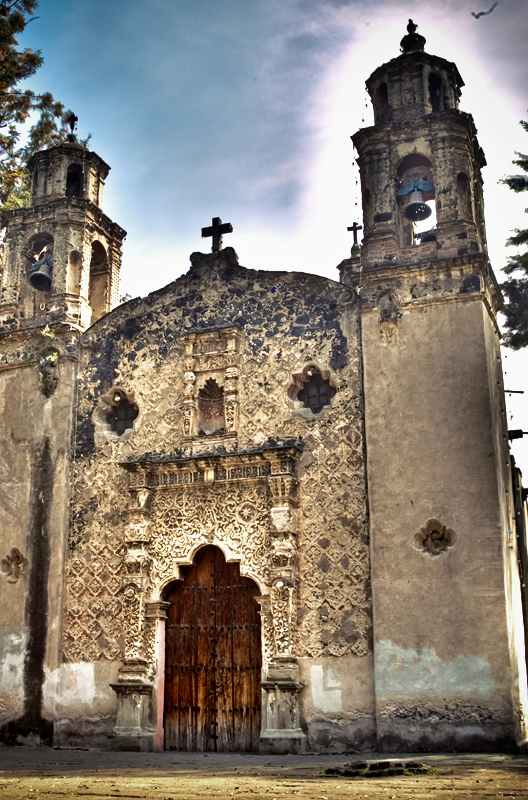
En 1941 se mudó a Coyoacán y en 1953 inauguró su teatro La Capilla, muy cerca de la Conchita

El reconocimiento internacional le llegó luego de publicar en 1934 la obra teatral El tercer Fausto, que fue escrita originalmente en francés y publicada en París. Debido a la temática de la pieza, que aborda la homosexualidad, Novo creyó que su publicación podría ser controvertida, pero no provocó ningún incidente. La trama de la obra sigue a un hombre que vende su alma al diablo para conquistar el amor de otro hombre.
En 1941 se mudó al barrio de Coyoacán. En 1947 colaboró con Carlos Chávez en el lanzamiento del Instituto Nacional de Bellas Artes, motivo por el cual escribió algunas obras teatrales. Posteriormente, en un terreno de mil metros cuadrados que adquirió en 1950 en Coyoacán mandó construir, con ayuda del arquitecto Alejandro Prieto, el proyecto cultural La Capilla. Para ello, adaptó una antigua capilla de hacienda como teatro y se abrió al público el 22 de enero de 1953. En La Capilla, montó por primera vez en México la vanguardista obra Esperando a Godot de Samuel Beckett y estrenó la obra italiana El presidente Heredia. Analizó la clase alta en su obra La culta dama (1951) y la corrupción de la prensa en A ocho columnas (1956).
Junto con su teatro inauguró un teatro bar y un pequeño restaurante, El Refectorio, en el que hizo gala de su formación de refinado gourmet.

### Publicista
El 1 de octubre de 1944 Augusto Elías Riquelme fundó su agencia de publicidad, Augusto Elías. Aunque le decía El Patrón a Elías, en realidad Novo fue socio de la agencia y durante dos años su redactor en jefe, pues tiempo atrás había resuelto "no depender de una sola fuente, me había dispersado un poco en tareas disímbolas aunque congruentes: don Miguel Ordorica me había llamado para aquellas Últimas Noticias que llevó a la prosperidad; colaboraba en Excélsior, seguía mi sección en el Hoy y, además, don Felipe Mier me había adoptado en la CISA para hacer películas."   Comenzaron manejando dos o tres cuentas fuertes que se convirtieron en la base del negocio: Bacardí, la Cervecería Modelo y Espasa Calpe. Novo siguió colaborando con la agencia como profesionista independiente y tanto como publicista como en su carácter de periodista y escritor participó en el cine, la radio y la televisión.
Durante 46 domingos, en 1956 y 1957, de nueve a diez de la noche, Salvador Novo transmitió por televisión las obras de teatro que había puesto, en los programas de Telecomedia. Gonzalo Castellot, al despedir la serie patrocinada por la Lotería y Publicidad Augusto Elías, dijoː "hemos visto aquí desfilar, bajo su batuta invisible, obras selectísimas de diverso valor: antiguas y modernas, clásicas y románticas; en verso y en prosa; mexicanas y extranjeras." 

### Administración pública y académico
Se desempeñó en la administración pública como jefe del departamento de publicidad de la Secretaría de Relaciones Exteriores y como jefe del departamento de publicaciones de la Secretaría de Economía Nacional, así como jefe del departamento editorial de la Secretaría de Educación Pública. El 12 de junio de 1952 fue elegido miembro de la Academia Mexicana de la Lengua, en la que ocupa la silla XXXII.

### Premios y distinciones
En 1965 el presidente Gustavo Díaz Ordaz, nombró a Novo Cronista de la Ciudad de México, nombramiento que había tenido Artemio de Valle Arizpe, fallecido en 1961. En 1967  ganó el Premio Nacional de Lingüística y Literatura, y un año más tarde la calle donde vivía fue rebautizada con su nombre.

### Historiador y cronista

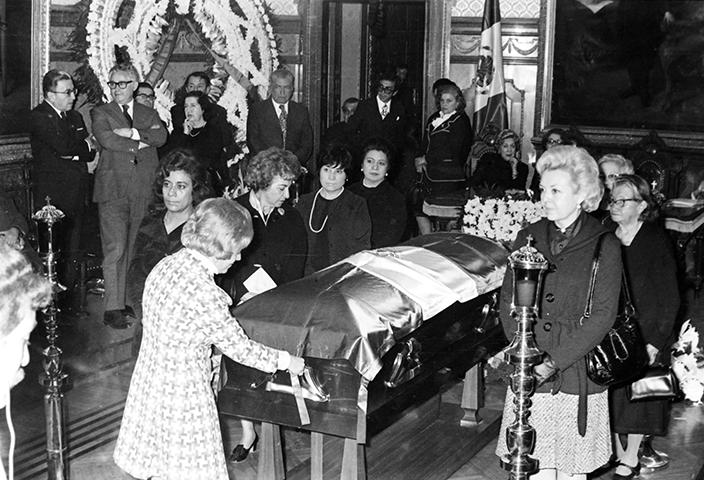
Funeral de Salvador Novo, 1974.

A partir de 1965 la redacción de sus obras se concentró en la historia de México, pues siendo amigo y admirador del padre Ángel María Garibay K. se interesó en los estudios prehispánicos. En 1969 sufrió dos infartos y se dedicó a escribir en su domicilio particular; externó sus deseos de escribir un segundo volumen de la Historia de Coyoacán, así como una autobiografía, pero murió el 13 de enero de 1974.
Hasta su muerte, publicó una extensa crónica sobre la vida artística e intelectual en México, en donde hizo mención de cuanto personaje rondaba las más altas esferas de la cultura en México. En estos libros se dedica a comentar y criticar a diversos autores y a narrar los grandes espectáculos de la época.
De su obra ensayística, que puede considerarse historia, aunque ha sido más comentada como crónica, la Nueva grandeza mexicana, que hace eco de la Grandeza mexicana de Balbuena. Gran parte de su archivo personal y laboral se encuentra en el Centro de Estudios de Historia de México Carso (CEHM CARSO).

### Poeta
Salvador Novo publicó más de 20 libros de poesía a lo largo de su vida. Según los críticos, su obra poética es ácida, humorista, desolada.

### Ensayista
La lengua de Novo es culta, fina y al mismo tiempo coloquial: no se apoya abundantemente en términos hipercultos ni en formas sintácticas enrarecidas para el gusto o posibilidades del lector medio: Novo sabe que al humor (o estado anímico) de sus arengas y bravatas le es inherente la sensación y capacidad de ser comprendido.
Alberto Paredes

### La vida en México
En el primer tomo de La vida en México en el periodo presidencial de Adolfo Ruiz Cortines, el editor explicó que desde 1937 Novo colaboró con Regino Hernández Llergo y José Pagés Llergo en la revista Hoy, donde hizo una sección de crónicas políticas que tituló "La Semana Pasada". En 1943 se fue con sus editores al semanario Mañana, donde colaboró con una columna eminentemente personal a la que primero llamó "Diario" y después "Cartas", misma que continuó hasta su fallecimiento. José Emilio Pacheco se dio a la tarea de recoger esas colaboraciones y, como homenaje a Madame Calderón de la Barca la serie de tres tomos fue llamada La vida en México e identificada por el periodo presidencial en que los textos fueron escritos: Lázaro Cárdenas del Río, Manuel Ávila Camacho y Miguel Alemán.
En 1968, Pacheco se dio a la tarea de continuar compilando el material del periodo de Adolfo Ruiz Cortines, pero le sugirió a Novo que postergara la publicación porque "la época, es decir los años cincuenta, está demasiado cerca para ser historia y demasiado lejos para ser actual." El escritor aceptó la postergación. Finalmente, salió en 1994. Posteriormente, también en forma póstuma, salieron los tomos correspondientes a los periodos de Adolfo López Mateos, Gustavo Díaz Ordaz y Luis Echeverría Álvarez, que terminó en diciembre de 1973, semanas antes a que el autor dejara de escribir. 

### Demolición de su casa y propuesta de museo de sitio
Para el año de 1998, luego de un problema de litigio legal, por los derechos de la Casa, Estudio y Teatro de "La Capilla"  (por parte de los sobrinos del escritor), y en especial del reconocido museógrafo Antonio López Mancera (quien puso en venta la residencia del escritor en manos de un particular unos años antes de la demolición).
Provocaron la llegada de excavadoras, de la cual no queda piedra sobre piedra, en la esquina de Salvador Novo #1 esquina con Francisco Sosa, lo cual provocó el enojo  de los vecinos de zona, la Clase Intelectual Mexicana y amigos cercanos al escritor. A partir de una serie de denuncias, las obras de demolición de la casa, (una vez demolido por completo la propiedad); el terreno baldío, donde alguna vez estuvo la casa de Salvador Novo, permanece hasta la fecha, en espera de una solución judicial. Sin embargo, se conserva por completo el estudio, teatro "La Capilla" y la fachada de su casa. Ha habido varias propuestas de vecinos e intelectuales de la zona de Coyoacán, en edificar un museo de sitio histórico de la zona, ya que la actual no cuenta con un museo de acervo histórico propio.[cita requerida]

## Obras
- 1925 - XX Poemas
- 1933 - Nuevo amor
- 1933 - Espejo, poemas antiguos, Talleres de la Mundial
- 1934 - Seamen Rhymes, e.a Buenos Aires
- 1934 - Canto a Teresa, Fábula
- 1934 - Décimas en el mar, Imprenta mundial
- 1934 - Frida Kahlo, s.p.i
- 1934 - Romance de Angelillo y Adela, Imprenta Mundial
- 1934 - Poemas proletarios,s.p.i
- 1934 - Never ever, s.p.i
- 1937 - Un poema, PLYCSA
- 1938 - En defensa de lo usado y otros ensayos. México, Polis
- 1938 - Poesías escogidas
- 1944 - Decimos: "Nuestra Tierra", e.a
- 1944 - Dueño mio. Cuatro sonetos inéditos, Talleres de Ángel Chapero
- 1945 - Florido laude, Cultura, 1945
- 1945 - La estatua de sal (autobiografía, publicada hasta 1998). México, CNCA
- 1947 - Nueva grandeza mexicana. México, Espasa-Calpe
- 1952 - Las aves en la poesía castellana. México, Fondo de Cultura Económica
- 1955 - Dieciocho sonetos, e.a.
- 1955 - Sátira, el libro ca.... México, Diana, 1978
- 1955 - Poesía (1915-1955), Modernas, Lince, núm. 2
- 1961 - Poesía, FCE, Letras Mexicanas
- 1962 - Breve historia de Coyoacán
- 1962 - Letras vencidas. México, UV
- 1964 - Breve historia y antología sobre la fiebre amarilla. México, SSA
- 1965 - Crónica regiomontana. México, Cervecería Cuauhtémoc.
- 1967 - Cocina mexicana: Historia gastronómica de la Ciudad de México
- 1967 - Imagen de una ciudad con fotografías de Pedro Bayona
- 1967 - Apuntes para una historia de la publicidad en la Ciudad de México. México, Novaro
- 1968 - La Ciudad de México del 9 de junio al 15 de julio de 1867
- 1968 - 14 sonetos de Navidad y Año Nuevo 1955-1968, e.a.
- 1971 - Historia y leyenda de Coyoacán
- 1972 - Las Locas, el sexo, los burdeles. México, Novaro, 1979.
- 1973 - Un año, hace ciento. La Ciudad de México en 1873. México, Porrúa, 1973.
- 1974 - Seis siglos de la Ciudad de México (compilador). México, Fondo de Cultura Económica.
- 1974 - Los paseos de la Ciudad de México. México, Fondo de Cultura Económica.
- 1991 - Antología Persona, 1915-1974, CONACULTA, Lecturas Mexicanas.
- La vida en México en el periodo presidencial de Lázaro Cárdenas
- La vida en México en el periodo presidencial de Manuel Ávila Camacho
- La vida en México en el periodo presidencial de Miguel Alemán
- La vida en México en el periodo presidencial de Adolfo Ruiz Cortines
- La vida en México en el periodo presidencial de Adolfo López Mateos
- La vida en México en el periodo presidencial de Gustavo Díaz Ordaz
- La vida en México en el periodo presidencial de Luis Echeverría Álvarez
- Return Ticket (Un viaje a Hawai), novela

### Obras teatrales
- El tercer Fausto (1934)
- Don  Quijote, adaptación para niños (1948). México, INBA
- El coronel Astucia y los hermanos de la hoja o Los charros de la hoja, adaptación (1948). México, INBA
- La culta dama (1948) (en la cual se basa la película mexicana La culta dama, dirigida en 1957 por Rogelio A. González, Jr.)[24]
- Diálogos. México, Editores Unidos Mexicanos, 1985
- Yocasta o casi (1970). México, Novaro
- Cuauhtémoc
- La guerra de las gordas (1963). México, Fondo de Cultura Económica
- Ha vuelto Ulises
- El sofá
- El espejo encantado
- A ocho columnas (1970). México, Novaro
- 10 lecciones de técnica de actuación teatral (1951). México, SEP